# SAY YOUR DREAM
GLAY的第40張單曲，普通盤有發行台壓版。

## 簡介
- 作為出道15週年的第一彈作品。
- 『SAY YOUR DREAM』是GLAY出道以來第一首長度超過10分鐘的歌曲。
- 分為『初回限定盤』和『普通盤』2種，『初回限定盤』也被稱為『DREAM BOX』，其中包含CD、DVD、20頁寫真冊，還有可以欣賞MV等內容的ACCESS KEY。普通盤有發行台壓版。
- 「THE MEANING OF LIFE」的歌曲之後，收錄LIVE版的隱藏曲目的隨機其中一首：「BE WITH YOU」、「ROCK'N'ROLL SWINDLE」、「GONE WITH THE WIND」。

## 收錄曲目

### CD
1. chronos。
2. SAY YOUR DREAM
3. 春天之前
4. SAY YOUR DREAM (instrumental)
5. 春天之前 (instrumental)
6. THE MEANING OF LIFE

### DVD （初回限定盤）
- 收錄跨年演唱會『VERB TOUR FINAL』其中的2首（「ACID HEAD」、「VERB」）
- LIVE前、後的DOCUMENT影像

## 收錄專輯
- THE GREAT VACATION VOL.1 〜SUPER BEST OF GLAY〜
- rare collectives vol.4